# 思化州
思化州，五代十国时楚国设置的州。
楚国承袭唐朝设置思唐州，治所在武郎县（今广西壮族自治区平南县西北寺堂）。后晋天福七年（942年），晋高祖石敬瑭死后，楚国是后晋的藩属国，为避讳改思唐州为思化州。思化州下辖武郎县、思和县（今平南县大鹏镇）。辖境相当今广西壮族自治区大瑶山一带。天福十二年（947年），后晋灭亡，后汉建立，楚国恢复思唐州之名。北宋宋太祖开宝四年（971年）改思明州。次年废。